# Listă de filosofi atei

## Filosofi
- John Anderson (1893–1962)[1]
- Hector Avalos (1958–)[2]
- A. J. Ayer (1910–1989)[3]
- Julian Baggini (1968–)[4]
- Mikhail Bakunin (1814–1876)[5]
- Bruno Bauer (1809–1882)[6]

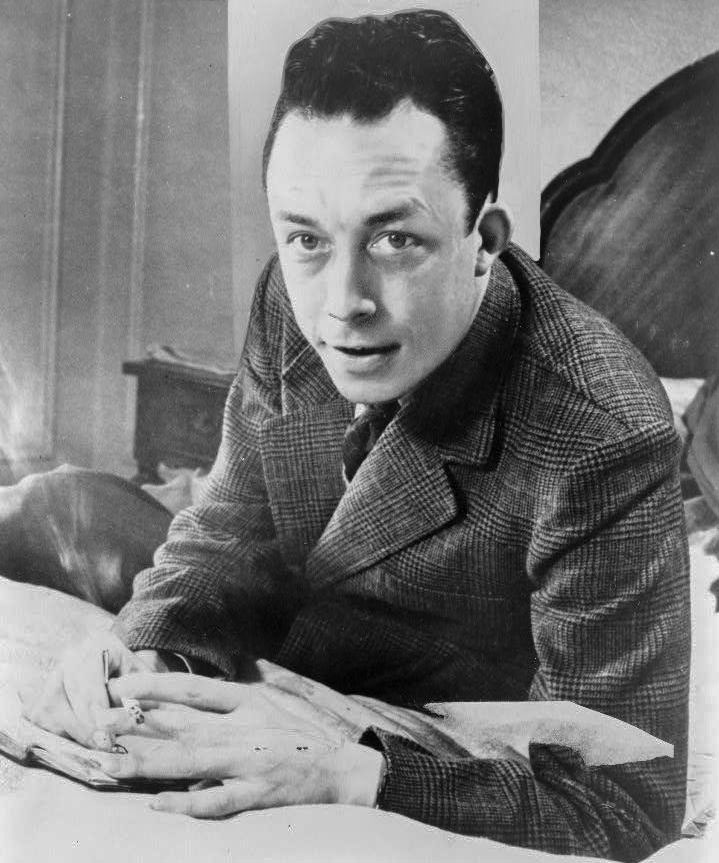
Camus

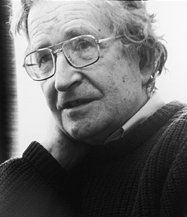
Chomsky

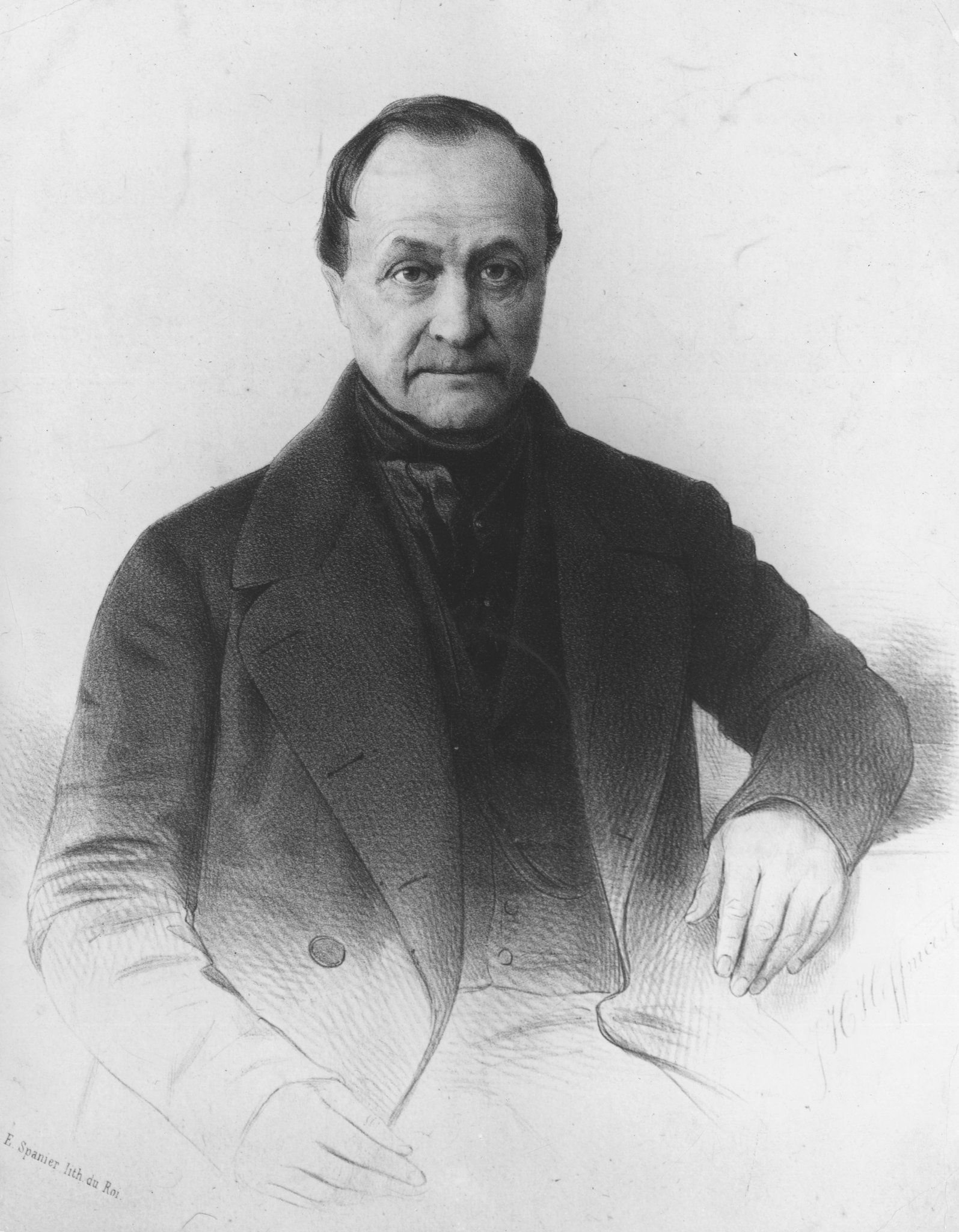
Comte

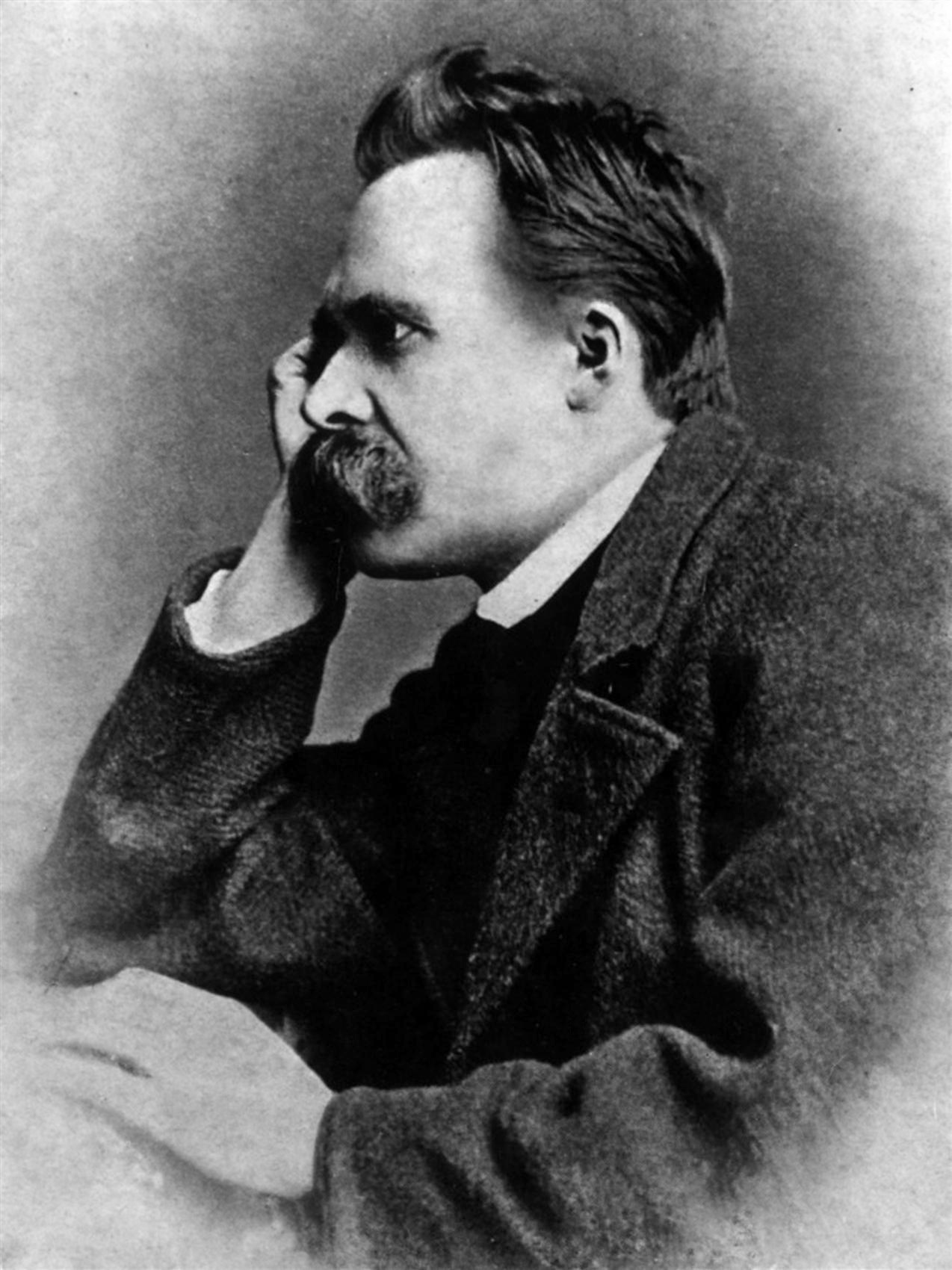
Nietzsche

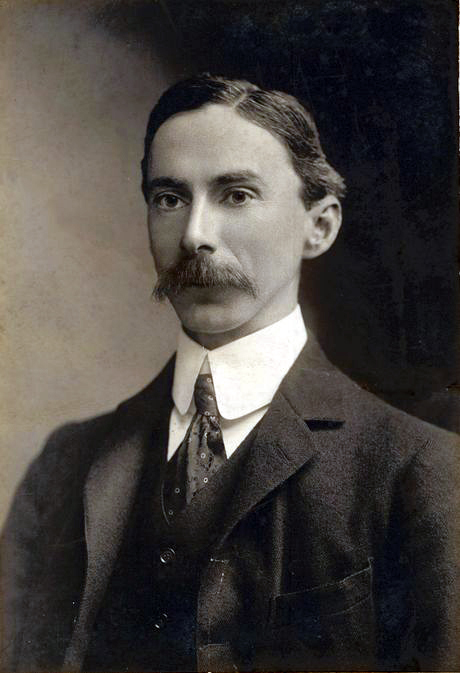
Russell

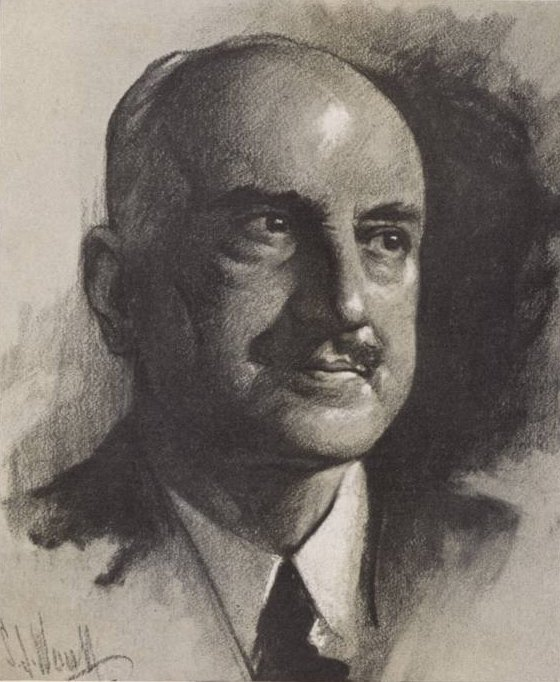
Santayana

Schopenhauer

- Simone de Beauvoir (1908–1986)[7]
- Simon Blackburn (1944–)[8]
- Yaron Brook (1961–)[9]
- Ludwig Büchner (1824–1899)[10]
- Albert Camus (1913–1960)[11]
- Rudolf Carnap (1891–1970)[12]
- Robert Todd Carroll (1945–):[13]
- David Chalmers (1966)[14]
- Noam Chomsky (1928–)[15]
- Auguste Comte (1798–1857)[16]
- André Comte-Sponville (1952–)[17]
- Benedetto Croce (1886–1952)[18]
- Gilles Deleuze (1925–1995)[19]
- Daniel Dennett (1942–)[20]
- Henry Louis Vivian Derozio (1809–1831)[21]
- Diagoras din Melos (Secolul al V-lea î.Hr.)[22]
- Denis Diderot (1713–1784)[23]
- Ludwig Andreas Feuerbach (1804–1872)[24]
- Friedrich Karl Forberg (1770–1848)[25]
- Michel Foucault (1926–1984[26]
- John Harris (1947–)[27]
- Claude Adrien Helvétius (1715–1771)[23]
- Baron d'Holbach (1723–1789)[28]
- David Hume (1711–1776)[29]
- Corliss Lamont (1902–1995)[30]
- Karl Marx (1818–1883)[31]
- Jean Meslier (1678–1733)[32][33]
- Julien Offray de La Mettrie (1709–1751)[34]
- John Stuart Mill (1806–1873)[35]
- Friedrich Nietzsche (1844–1900[36]
- Piergiorgio Odifreddi (1950–)[37]
- Michel Onfray (1958–)[38]
- Karl Popper (1902-1994)
- James Rachels (1941–2003)[39]
- Bertrand Russell, (1872–1970)[40]
- Jean-Paul Sartre (1905–1980)[41]
- Arthur Schopenhauer (1788–1860)[42]
- Slavoj Žižek (1949–)[43]